# Adolfo Calzado y Sanjurjo
Adolfo Calzado y Sanjurjo fou un polític espanyol. Treballà en un banc i fou membre del Partit Demòcrata Possibilista, amb el que fou elegit diputat pel districte de les Borges Blanques a les eleccions generals espanyoles de 1886 i 1893. Posteriorment fou diputat de Fusió Republicana pel districte de Balaguer a les eleccions generals espanyoles de 1898. Després ingressà en el Partit Liberal Fusionista i fou senador per la província de Lleida el 1901-1902.